# Zawada (powiat nowomiejski)
Zawada (niem. Annenwalde) – osada w Polsce położona w województwie warmińsko-mazurskim, w powiecie nowomiejskim, w gminie Biskupiec.
W okresie międzywojennym w miejscowości stacjonowała placówka Straży Granicznej I linii „Zawada”.
W latach 1975–1998 miejscowość administracyjnie należała do województwa toruńskiego.